# Showpalast
Showpalast war eine von Dieter Thomas Heck moderierte Sonntagabendshow im ZDF mit Wettbewerbscharakter, die vom 10. Januar 1999 bis zum 5. November 2000 ausgestrahlt wurde.

## Konzept
In jeder Sendung traten jeweils zwölf Schlagersänger auf. Das Publikum wählte per Tele-Dialog einen Sieger, der mit dem Show-Palast-Supercup ausgezeichnet wurde. Insgesamt wurden acht Sendungen ausgestrahlt, jeweils vier in den Jahren 1999 und 2000.

## Rezeption
Nach acht Ausgaben wurde die Sendung aufgrund mangelnden Erfolges eingestellt. Statt der vom Sender anvisierten 15 % Marktanteil lag dieser nur bei 13 %. Selbst Moderator Heck zeigte sich mit den Einschaltquoten unzufrieden.

## Sendungen
| Folge | Datum             | Ort                          | Gäste |
| ----- | ----------------- | ---------------------------- | --- |
| 1     | 10. Januar 1999   | Sporthalle Böblingen         | Mary Roos, Hans-Jürgen Beyer, Claudia Jung & Nino de Angelo, Die Jungen Tenöre, Jennifer Rush, Gaby Albrecht, Vanessa-Mae, Michelle, Denis Lacombe, André Rieu, Matthias Reim, Nicole, Bonnie Tyler, The Quiddlers                                                                            |
| 2     | 18. April 1999    | Grugahalle in Essen          | Corinna May, Puhdys, Touché, Rüdiger Hoffmann, Joe’s Ballroom, Schürzenjäger, Tito Beltrán, Rosenstolz, Hansi Hinterseer, Claudia Jung, Udo Jürgens, Modern Talking, Tony Roy |
| 3     | 5. September 1999 | Stadthalle Bremerhaven       | Albano Carrisi, Rex Gildo, Saturday Night Fever, Kim Fisher, Ivan Netcheporenko, José Ángel Hevia, Reuderer, Bernd Clüver, Carin Posch, Compay Segundo, Anna Maria Kaufmann, Angelika Milster, Helmut Lotti, Luz Casal, Chris de Burgh, Andrea Bocelli, Willy Millowitsch, MDR-Fernsehballett |
| 4     | 1. November 1999  | Saarlandhalle in Saarbrücken | G. G. Anderson, Max Raabe & das Palast Orchester, Melanie Safka, Happy Family, Judith und Mel, Milva, Al Martino, Tony Christie, Tol & Tol, Michael Heck, Nicole, Chicago, Gilbert Bécaud, The Kelly Family                                                                                   |
| 5     | 6. Februar 2000   | Schwabenhalle in Augsburg    | Kristina Bach, Die Paldauer, Lesiëm, Karel Gott, Jacqueline Baker, Walli B., Patrick Lindner, Ingeborg Schäuble, Claudia Jung, Věra Bílá, Omar Pascha, Die Jungen Tenöre, Nina Hagen, Piero Mazzocchetti, Vicky Leandros, Hildegard Knef                                                      |
| 6     | 28. Mai 2000      | Sporthalle Hamburg           | Olsen Brothers, Frans Bauer, Blümchen, Matthias Reim, Laurent Daniels, Hape Kerkeling, Gregor Precht, Hera Lind, Nino de Angelo, Mark Keller, Wigald Boning, Sarah Brightman, Wolfgang Petry, Engelbert                                                                                       |
| 7     | 3. September 2000 | Freiheitshalle in Hof        | Cordalis, Vikingarna, 2raumwohnung, Gitte Haenning, G. G. Anderson, Friends for Gold (mit Tim Lobinger, Heike Drechsler, Charles Friedek u. a.), Die Flippers, Wolf Maahn, Michelle, Björn Casapietra, Peter Kraus, Ballett des Friedrichstadt-Palastes, Nek, Frank Zander, Frank Schöbel     |
| 8     | 5. November 2000  | Ortenauhalle in Offenburg    | Die Jungen Tenöre, Ireen Sheer, La Mosqua CC, Hein Simons, Jacob Sisters, Rolf Zuckowski, Amadeus Bartoli, Wladimir Klitschko, Hansi Hinterseer, Sebastian Deyle, Marianne Rosenberg, Helmut Lotti, Chris Rea, Wolfgang Petry, Ayman, Julio Iglesias                                          |